# Altes Gymnasium (Bremen)
Das Alte Gymnasium ist ein humanistisches Gymnasium in der Bremer Innenstadt. Es wurde 1528 als Lateinschule gegründet und ist die älteste Schule Bremens.

## Standorte der Schule

Erste Schulgebäude: Konventsgebäude des früheren Katharinenklosters an der Sögestraße.

### Dechanatstraße

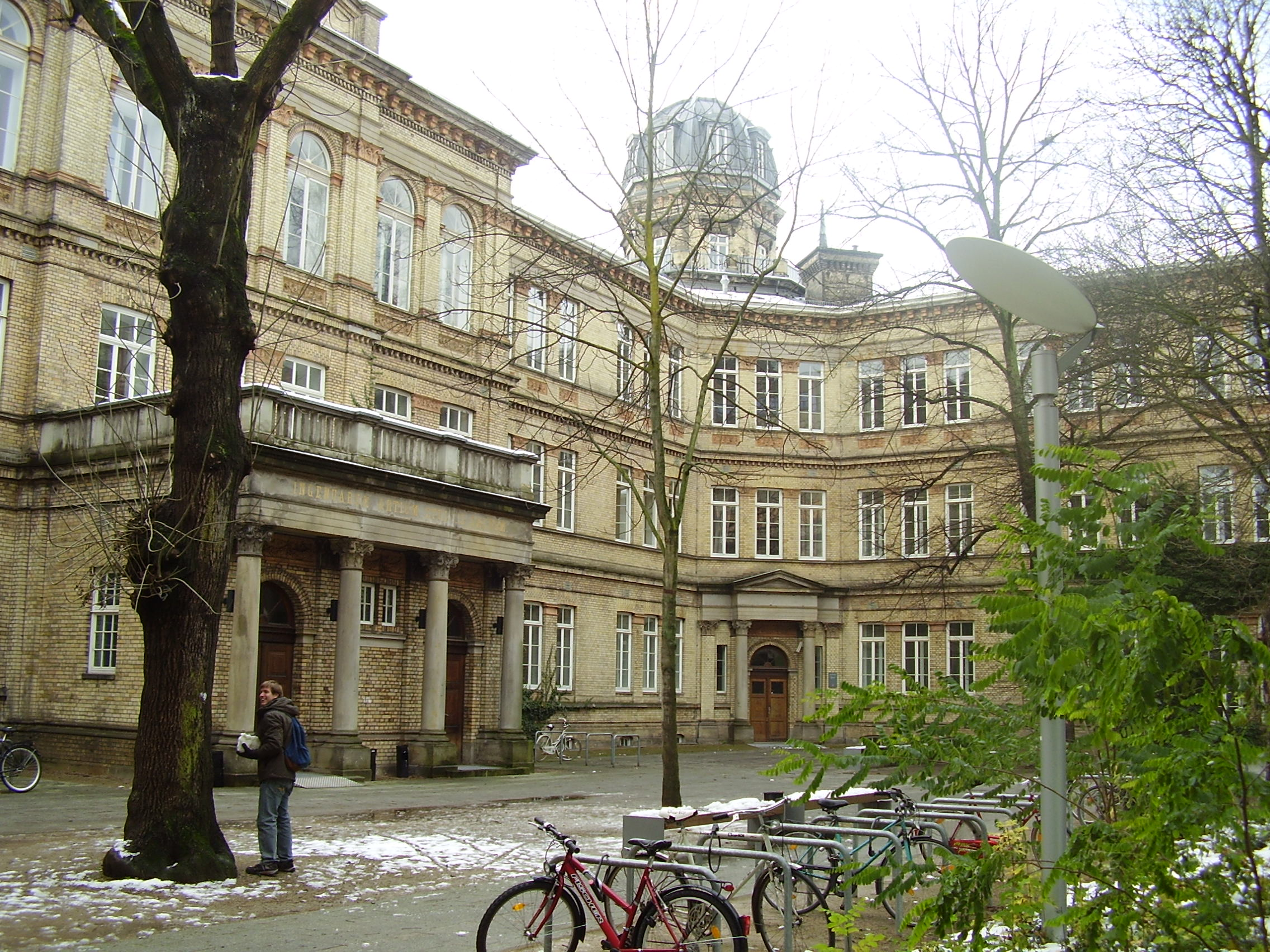
Gebäude in der Dechanatstraße

Der Standort der Schule lag von 1875 bis 1987 in der Dechanatstraße 13/15 in der Altstadt. Dieses Gebäude ist seitdem das Hauptgebäude des Fachbereichs Musik der Hochschule für Künste.
Das dreigeschossige Gebäude wurde von 1872 bis 1875 nach Plänen von Oberbaurat Alexander Schröder im historisierenden Stil für die Hauptschule (Vorschule, Gymnasium und Handelsschule) gebaut.
Das Schulgebäude bildete die Kulisse für den Spielfilm Ich bin ein Elefant, Madame (1969) von Peter Zadek, das Gebäude an der Kleinen Helle 1993–1997 für die ARD-Vorabendserien Nicht von schlechten Eltern und Aus gutem Haus; beide produziert von Radio Bremen.
Das Gebäude steht seit 1984 unter Denkmalschutz.

### Kleine Helle 7–8

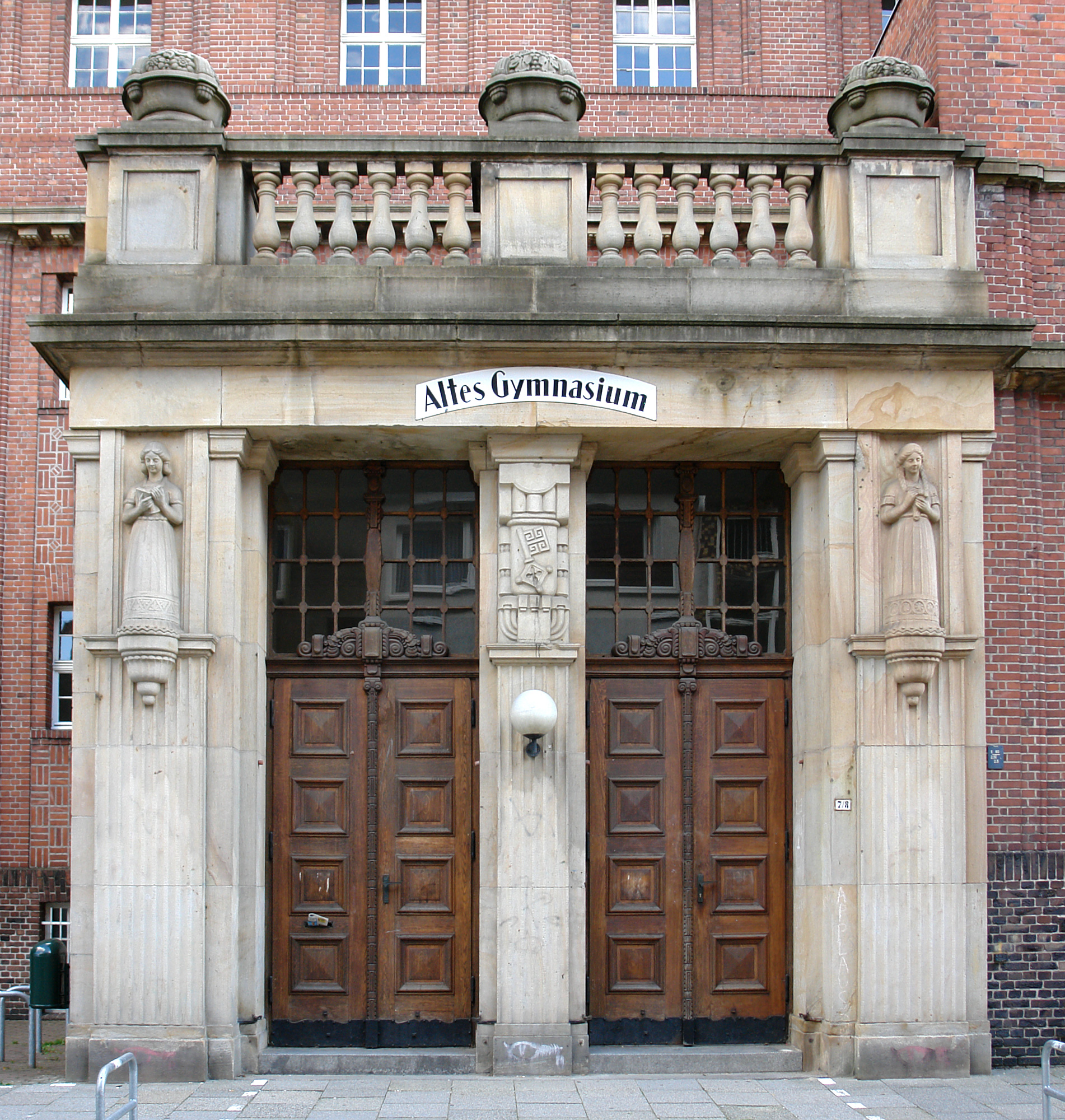
Eingangsportal an der Kleinen Helle

Seit 1987 befindet sich die Schule am Standort des ehemaligen Gymnasiums an der Kleinen Helle. Seit 2006, nach dem Umzug der Hochschule für Künste in die Überseestadt, nutzt die Schule auch das Gebäude Am Wandrahm 23. Dort ist unter anderem eine Mensa für die Schüler entstanden. Die Schule ist heute ein Ganztagsgymnasium.
Das Gebäude wurde von 1914 bis 1916 nach Plänen von Hugo Weber und Hans Ohnesorge für die erste städtische höhere Lehranstalt für Mädchen in Bremen (Lyzeum) gebaut. Der ziegelsichtige Bau mit seiner monumentalen Pfeilerfassade und den durch Terrakotten verzierten Brüstungsfeldern wird durch ein Mansarddach abgeschlossen. Die drei Flügel bilden einen nach Nordosten offenen Hof. Ursprünglich gab es zwei Turnhallen. Östlich liegt darüber der Festsaal. Über den intensiv gestalteten Eingangsbereich zur Straße befindet sich eine Terrasse mit drei markanten Blumenkörben. Die Mädchenfiguren an den Pfeilern des Portals wurden durch den Bildhauer Rudolf Gangloff in Jugendstilformen gestaltet.
Das Gebäude steht seit 1984 unter Denkmalschutz.

## Geschichte

### Freie Lateinschule
„Anno 1528 is tho Bremen ein frey Schole angerichtet dorch den erbaren Radt“ – so lautet die Nachricht über die Gründung des Alten Gymnasiums in der sog. Sparenberchschen Chronik von 1550. Nahezu 500 Jahre also existiert das Alte Gymnasium schon, und es hat eine wechselvolle Geschichte.
Die „Schola Bremensis“, wie sie damals hieß, war eine Frucht der Reformation. Mit der Einführung des neuen Glaubens wurden auch die bis dahin für die Bildung zuständigen Klosterschulen aufgelöst. Nun sollten sich die Obrigkeiten in Stadt und Land – so die Aufforderung des Reformators Martin Luther – um die Erziehung und Bildung der Kinder und Jugendlichen kümmern. Zunächst stand in der neuen „Gelehrtenschule“, die in den Räumen des ehemaligen Katharinenklosters unterkam, das Studium der für das Verständnis der Bibel wichtigen alten Sprachen im Vordergrund: „Lectiones in der hebreischen, grekeschen und latinischen Sprache“.
Nachdem 1562 Bürgermeister Daniel von Büren der Jüngere statt des lutherischen ein an  Melanchthon und Calvin orientiertes reformiertes Bekenntnis als Staatsreligion der Stadt Bremen durchgesetzt hatte, öffnete er die Schule auch für die Sprösslinge der „gemeinen Bürgersleute“, und der Bremer Rat beschloss einen Lehrplan, der „fundamenta Pietatis, Latinae linguae, Arithmeticae et Musicae“ beinhaltete. Johann Oldenburg aus Münster († 1569) war der erste Rektor der Lateinschule. Er unterrichtete mit zwei weiteren Lehrern. Hauptlehrfächer waren evangelische Religion und Latein. Johannes Molanus aus Flandern war von 1553 bis 1559 einer der bedeutenden Lehrer und von 1563 bis 1583 der zweite Rektor an der Lateinschule.

### Lateinschule undpublica classis
Ein Helfer Bürens war Christoph Pezel. 1579 wurde er gebeten, die Lehrstreitigkeiten in Bremen unter den Predigern zu schlichten. 1581 blieb er endgültig in Bremen und wurde 1584 Superintendent. 1584 gliederte Pezelius die Schule in eine Oberstufenklasse und eine publica classis. Die Lateinschule erhielt damit einen akademischen Oberbau im Sinne eines Gymnasium illustre, in der Reformationszeit eine Mischform aus höherer Schule und Hochschule. 1595 entstand mit seiner Hilfe der Consensus Bremensis, die reformierte Lehr- und Kirchenordnung. Pezel lehrte als Professor an der Schule Theologie, Geschichte und Ethik.
Der Arzt Johannes Ewich (1525–1588) wurde 1584 am Gymnasium der erste Professor für Medizin. Seine Rede zur Eröffnung des Gymnasiums am 15. Oktober 1584 ist gedruckt überliefert. In seinen Briefen und Druckschriften trat er hervor mit Untersuchungen zum Wesen der Pest aus medizinischer und sozialer Sicht sowie als Kritiker der Hexenverfolgungen.

### Paedagogeum und Gymnasium illustre
Als die Schule in eine Krise geraten war, gliederte der Rat der Stadt die Anstalt 1610 neu. Neben einer sechsklassigen Basisschule, dem Paedagogeum, stand das darauf aufbauende Gymnasium illustre, das ein Hochschulstudium in den vier klassischen Fakultäten Theologie, Jura, Medizin sowie Philosophie und Philologie ermöglichte. Nun war die Schule auch eine universitätsähnliche Akademie. Erster Rektor war der Theologe Mathias Martinius († 1630). Mit Gerhard Meier aus Bremen, Rektor von 1655 bis 1695, erlebte die Schule einen Höhepunkt ihrer Entwicklung.
Das neu gegliederte akademische Gymnasium illustre genoss einen guten Ruf und zog Studenten von überallher an. 1613 hatten sich 70 Studierende eingeschrieben. Die Zahl der Einschreibenden schwankte danach in den Jahren bis 1730 zwischen 27 und 106.
Im 18. Jahrhundert begann jedoch ein allmählicher Niedergang der Hochschule. Die Konkurrenz neuer Universitäten wie ab 1734/37 Göttingen und die nachlassende Bedeutung eines christlich-konfessionell geprägten Hochschulbildungsgangs entzogen dem Gymnasium illustre nach und nach den Boden, so dass das Paedagogeum immer mehr in den Vordergrund rückte.
Dann nahm die Zahl drastisch ab, in manchen Jahren waren es nur 8 bis 15 Zugänge.
In der Matrikel Album Studiosorum von 1610 bis 1810 werden 7.755 Namen geführt.
Hermann Entholt zeichnet in seiner 1928 erschienenen Schulgeschichte ein anschauliches Bild von den im Paedagogeum herrschenden Zuständen: „[Die Schüler] … kamen oft schon als ‚zarte Pflänzgen‘ im Alter von drei Jahren … Um 1600 wurden sie selbst Sonntags unausgesetzt beschäftigt, mit mehrmaligem Kirchgang und schulmäßigem Unterricht über das Gehörte, und noch 1749 saßen zum Beispiel die Quartaner von morgens 7 Uhr bis abends 7 Uhr in der Schule, bei nur einstündiger Mittagspause. Dafür rächten sie sich dann durch Tumultieren, Steinwerfen und ‚unmenschliches Brummen‘ … Das Schreiben geschah auf den Knien, wenn nicht gar auf den Bänken, da noch keine Tische vorhanden waren. Geographie wurde so gelehrt, dass nur das Lehrbuch vorgelesen wurde, ohne jede Landkarte. Mathematikunterricht gab es lange Zeit überhaupt nicht, da man keinen geeigneten Lehrer dafür besaß … Natürlich redeten die Knaben untereinander stets plattdeutsch, ‚die Pöbelsprache‘, wie die Lehrer sagten …“ Als Lehrkräfte am Paedagogeum dienten fast ausschließlich arme Theologiekandidaten, die nebenbei noch Privatstunden erteilen mussten, um finanziell auch nur einigermaßen über die Runden zu kommen.

### Das Paedagogeum wird zum Alten Gymnasium

Das ehemalige lutherische Athenäum (auch lateinische Domschule), ab 1817 bis 1858 Gelehrtenschule

Der Eschenhof, ehemalige Kurie des Domdechanten, seit 1817 Hauptschule an der Domsheide; links einige Schüler

Das alte Schulgebäude an der Dechanatstraße, erbaut 1875 (1875).

Um 1800 besaß Bremen neben dem Paedagogeum noch eine weitere höhere Schule, das von Lutheranern im vorwiegend calvinistisch geprägten Bremen gegründete Lyceum, das nach 1803 aus Domschule und Athenaeum Bremen hervorgegangen war. Als der spätere Bremer Bürgermeister Johann Smidt als Scholarch für das Bildungswesen verantwortlich wurde, organisierte er die Bremer Oberschulen neu. Er fasste 1817 Paedagogeum und Lyceum zur aus drei Zweigen bestehenden Allgemeinen Gelehrten-, Handlungs- und Vorschule, später kurz Hauptschule genannt, zusammen. Die Basis bildete die Vorschule, in der Jungen vom 8. bis zum 14. Lebensjahr in Religion, Deutsch, Latein, Französisch, Geschichte, Geographie, Naturkunde, Mathematik und Zeichnen unterrichtet wurden. Als Wahlfächer kamen im letzten Vorschuljahr Englisch und Griechisch hinzu.
Danach konnten die Zöglinge dann entweder die 1802 gegründete Handelsschule besuchen, die auf den Kaufmannsberuf vorbereitete, oder die bald Gymnasium genannte Gelehrtenschule, die die Voraussetzung für das Universitätsstudium schuf. Vor- und Handelsschule wurden in einem Gebäude der Domdechanei an der Domsheide untergebracht, dem sogenannten Eschenhof.
Die Gelehrtenschule blieb vorerst noch in den Räumen des Lyceums im Kapitelhaus am Dom, fand aber 1857 ebenfalls im Eschenhof Platz und wurde nun Gymnasium genannt.
1875 bezogen alle drei Zweige der Hauptschule einen klassizistischen Neubau, der an der Dechanatstraße errichtet wurde und der die Schule bis 1987 beherbergen sollte. 1886 wurde die Vorschule aufgelöst und größtenteils den beiden anderen Schulen angegliedert. Wenig später wurde die Handelsschule zur Oberrealschule umbenannt. Nun umfasste die Hauptschule im Bau an der Dechanatstraße mit dem Gymnasium und der Oberrealschule nur noch zwei Schulzweige, die nun aber über neun Klassenstufen von der Sexta bis zur Oberprima verfügten. Wachsende Schülerzahlen und Veränderungen des Schulwesens im Deutschen Reich veranlassten den Senat 1905 dazu, das höhere Schulwesen Bremens erneut umzuorganisieren; das Gymnasium erhielt jetzt den offiziellen Namen Altes Gymnasium. Ihm wurden mit dem Neuen Gymnasium (Gymnasium am Barkhof) und dem Bremer Realgymnasium an der Kaiser-Friedrich-Straße (heute Hermann-Böse-Straße) zwei weitere Bildungseinrichtungen an die Seite gestellt, die zum Abitur führten.
Während des Dritten Reichs konnte das Alte Gymnasium sich den Versuchen zur Gleichschaltung nicht völlig widersetzen, das humanistische Profil der Schule blieb jedoch im Wesentlichen erhalten. Viele Lehrer und Schüler wahrten eine innere Distanz zum Geist der Zeit.
Nach dem Krieg, in dem die Schule nicht allzu gravierende Schäden durch Bombardierung erlitten hatte, wurde der Lehrbetrieb wieder aufgenommen. Allerdings erwies sich das Gebäude bald als zu klein, so dass die Oberrealschule 1958 in die Parsevalstraße verlegt wurde. Doch die Raumnot blieb. Außerdem verfiel das Gebäude, das durch die Stadt lange vernachlässigt worden war. Daher verfügte der Senat im Zuge eines Programms zur Schließung zahlreicher Bremer Gymnasien die Umsiedlung des Alten Gymnasiums in das Gebäude des gleichzeitig geschlossenen Gymnasiums an der Kleinen Helle. 1987 wurde der Umzug vollzogen. In dem Gebäude der Dechanatstraße befindet sich heute der Fachbereich Musik der Hochschule für Künste Bremen sowie das Klaus-Kuhnke-Archiv für Populäre Musik.

## Das Schulsiegel des Alten Gymnasiums

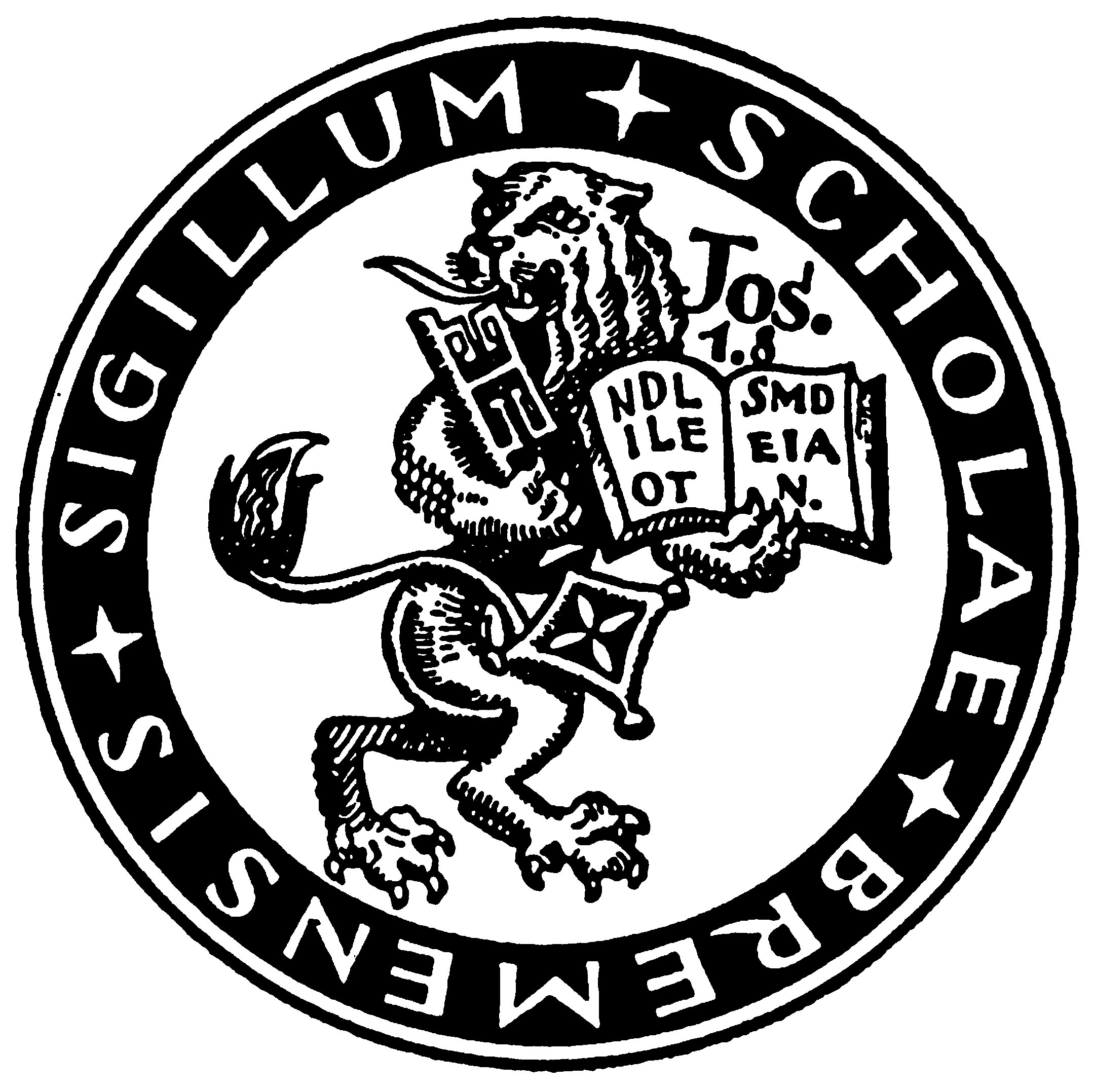
Schulsiegel des Alten Gymnasiums

Das Schulsiegel des Alten Gymnasiums stammt aus der Frühzeit der Schule, als diese noch „Gymnasium illustre“ genannt wurde. In der heute bekannten Form stammt es aus dem 17. Jahrhundert, und zwar als Oblatensiegel auf einer Zitation des Studiosus Ptolemäus Sticht aus Jever vom 13. Juni 1647. Und wie es früher üblich war, wurde auf dem Siegel auch eine deutliche Aussage gemacht, die auf die Herkunft und die Zielsetzung der Schule verweist.
Ein aufrecht stehender goldener Löwe auf rotem Feld bildet das Siegel; in der Rechten hält er den silbernen Stadtschlüssel, in der Linken die aufgeschlagene Bibel. Auf den beiden Blättern des Buches liest man die Anfangsbuchstaben des lateinischen Textes aus dem biblischen Josuabuch (1, 8): „Ne discedat liber iste legis ex ore tuo; sed meditaberis de eo interdiu atque noctu.“ Die deutsche Übersetzung lautet: „Dieses Gesetzbuch soll nicht aus deinem Mund weichen, sondern denke Tag und Nacht darüber nach (und es geht weiter: damit dein ganzes Tun an meinen Weisungen ausgerichtet ist. Dann wirst du Erfolg haben und wirst alles, was du beginnst, glücklich vollenden)“.

## Bekannte Lehrer (Auswahl)
- Johannes Molanus (1510–1583), aus Flandern, 1553–1559 Lehrer, 1563–1583 Rektor der Lateinschule; nicht zu verwechseln mit Johannes Molanus (1533–1585) der auch für zwei Jahre Lehrer an der Lateinschule war.
- Johannes Ewich (1525–1588), Professor für Medizin
- Christoph Pezel (1539–1604), Professor für Theologie, Geschichte und Ethik, Prediger an der St.-Ansgarii-Kirche
- Nathan Chyträus (1543–1598), Rektor 1592
- Matthias Martinius (1572–1630), Rektor 1610, Professor für Theologie
- Justus Reifenberg († 1631), 1623 bis 1625 Professor der Rechte
- Gerhard von Neufville (1590–1648), Professor für Mathematik und Physik von 1611, für Medizin von 1624 bis 1644
- Ludwig Crocius (1586–1655), Professor für Theologie und Philosophie, Pastor an der St.-Martini-Kirche
- Philipp Caesar (* um 1580; † nach 1642), Professor, Prediger an St. Martini und St. Ansgarii
- Gerhard Meier (Pädagoge) (1616–1695), Professor für Logik und Metaphysik (1648), Theologie (1651) und Mathematik (1652), Rektor ab 1655
- Christian Friedrich Crocius (1623–1673), Professor der Medizin und Orientalistik von 1651 bis 1653
- Cornelius de Hase (1653–1710), Professor für Theologie (1683), Rektor ab 1699
- Albert Schumacher (1661–1743), Professor der Philosophie (1697–1698), dann Professor der Theologie
- Theodor von Hase (1682–1731), Professor der Theologie
- Johann Caspar Santoroc (1682–1745), klassischer Philologe, Lehrer von 1708 bis 1710
- Conrad Iken (1689–1753), Professor für Theologie, Rektor ab 1740
- Heinrich Gerhard Schumacher (1695–1766), Professor der Rechte ab nach 1721
- Christoph Georg Ludwig Meister (1738–1811), Professor der Theologie, Pastor primarus der Liebfrauenkirche
- Johann Caspar Häfeli (1754–1811), 1802–1805 Professor für Theologie, Pastor an der St.-Ansgarii-Kirche
- Johann Heineken (1761–1851), ab 1786 Professor der Medizin und Experimentalphysik
- Johann Heinrich Menken (1766–1838), Professor für Malerei
- Wilhelm Ernst Weber (1790–1850), Direktor des Gymnasiums 1829–1850
- Hermann Alexander Müller (1814–1894), Professor für Französisch, Lehrer seit 1847
- Johann Heinrich Volkmann (1804–1865), Theologe, 38 Jahre Lehrer am Alten Gymnasium, Mitglied der Bremischen Bürgerschaft
- Carl Theodor Gravenhorst (1810–1886), Altphilologe, Schriftsteller und Übersetzer, Professor, Direktor der Gelehrtenschule von 1857 bis 1866, Abgeordneter der Frankfurter Nationalversammlung
- Wilhelm Hertzberg (1813–1879), Professor, Rektor von 1866, Schriftsteller und Übersetzer
- Carl Anton Kirchner (1822–1869), ab 1859 Zeichenlehrer
- Emil Brenning (1837–1915), ab 1865 Philologe und Literaturhistoriker an der Schule, 1899 Professor
- Wilhelm Müller-Erzbach (1839–1914), Professor, unterrichtete an der Schule ab 1893 Naturwissenschaften
- Eduard Friesland (1841–1911), Professor. Verfasser des Reiseberichtes Von meiner Weltreise. Erinnerungen von Prof. Dr. Eduard Friesland. Aus dem Nachlass des Verfassers herausgegeben von Gustav Friesland, Hongkong. Hannover 1912
- Lothar Koch (1860–1915), Professor, Rektor von 1907 bis 1915, Schulreformer
- Gerhard Hellmers (1860–1944), Professor, Germanist, von 1915 bis 1925 Rektor, Mitbegründer des Goethebundes, Theaterkritiker
- Johannes (Hans) Schaal (1888–1963), Archäologe und Altphilologe, Direktor von 1926 bis 1945 und von 1947 bis 1953 Studienrat
- Emil Schwartze (1888–1950), seit 1915 Lehrer, 1933 entlassen, 1945 Oberstudienrat und von 1945 bis 1950 Direktor
- Alfred Nawrath (1890–1970), seit 1918 Lehrer, 1933 entlassen, später Museumsdirektor und Reisefotograf
- Erwin Lebek (1891–1981); Lehrer, Studienrat, Oberstudiendirektor und seit um 1951 bis nach 1954 Direktor[8]
- Klaus-Dietrich Koch (1927–2017), ab 1970 stellv. Direktor und von 1973 bis 1991 Direktor[9]

## Schüler (Auswahl)
- Arnold Klapmeier (1574–1604), Staatsrechtler und Hochschullehrer
- Matthias Glandorp (1595–1636), Mediziner
- Levinus Warner (c.1618–1665), Orientalist
- Henry Oldenburg (c.1618–1677), Diplomat, Naturphilosoph, Herausgeber und führender Intellektueller des 17. Jahrhunderts, Sekretär der Royal Society in London
- Christian Friedrich Crocius (1623–1673), Mediziner, Orientalist und Hochschullehrer
- Paul Glandorp (1626–1696), Mediziner
- Heinrich Duising (1628–1691), reformierter Theologe, Philosoph und Hochschullehrer
- Reinhold Pauli (1638–1682), reformierter Theologe, Prediger und Hochschullehrer
- Johann Lorenz Crollius (1641–1709), reformierter Theologe, Philosoph und Hochschullehrer
- Johann Heinrich Meier (1643–1729), Rechtswissenschaftler, Verwaltungsjurist und Hochschullehrer
- Johannes Tesmar (1643–1693), Rechtswissenschaftler und Hochschullehrer
- Philipp Otto Vietor (1646–1718), reformierter Theologe und Superintendent
- Joachim Neander (1650–1680), bedeutender Kirchenlieddichter und Frühmesser an St. Martini
- Friedrich Grimm (1672–1748), Reformierter Inspektor und Konsistorialrat in Hanau, Urgroßvater der Brüder Grimm
- Theodor von Hase (1682–1731), Professor der Theologie
- Conrad Iken (1689–1753), evangelischer Geistlicher, Professor des Gymnasiums Illustre in Bremen
- Heinrich Bass (1690–1754), Chirurg und Anatom, Professor der Medizin in Halle
- Friedrich Grimm (1707–1777), Pastor und Großvater der Brüder Grimm
- Johann Philipp Cassel (1707–1783), Historiker, Theologe, Philologe, Lehrer, Übersetzer und Autor
- Martin Crugot (1725–1790), Hofprediger beim Fürsten Hans Carl zu Carolath-Beuthen
- Justin Friedrich Wilhelm Iken (1726–1805), Jurist, Bremer Ratsherr und Bürgermeister
- Heinrich Lampe (1746–1817), Senator und Bürgermeister
- Diederich Meier (1748–1802), Bremer Senator und Bürgermeister
- Johann Friedrich Gildemeister (1750–1812), Jurist und Hochschullehrer
- Adolf Friedrich Furchau (1752–1819), Pädagoge
- Heinrich Wilhelm Olbers (1758–1840), Arzt und Astronom
- Arnold Heeren (1760–1842), Historiker
- Johann Heineken (1761–1851), Mediziner und Stadtphysicus von Bremen
- Gottfried Menken (1768–1831), Theologe, Vertreter der Erweckungstheologie
- Johann Smidt (1773–1857), Bürgermeister, Bremens größter Staatsmann des 19. Jahrhunderts
- Heinrich Gröning (1774–1839), Jurist und Bremer Bürgermeister
- Isak Hermann Albrecht Schumacher (1780–1853), Jurist, Senator und Bremer Bürgermeister
- Diederich Meier (1787–1857), Senator und Bürgermeister
- Georg Treviranus (1788–1868), Pastor an St. Martini, Mitbegründer der Inneren Mission, der Evangelischen Allianz und des Deutschen Evangelischen Kirchentages
- Friedrich Ludwig Mallet (1792–1865), reformierter Pastor der Erweckungsbewegung
- Johann Georg Kohl (1808–1878), Reiseschriftsteller und Stadtbibliothekar
- Hermann Henrich Meier (1809–1898), Gründer des Norddeutschen Lloyd
- Hermann Alexander Müller (1814–1894), Lehrer und Kunsthistoriker, Abitur 1832
- Johann Gustav Gildemeister (1812–1890), Orientalist
- Johannes C. Achelis (1836–1913), Kaufmann und Bremer Senator
- Johann Friedrich Iken (1837–1902), Theologe und Kirchenhistoriker
- Diederich Volkmann (1838–1903), Altphilologe und 20 Jahre Rektor der Fürstenschule Schulpforta
- Heinrich Averbeck (1844–1889), Mediziner, Begründer der physikalischen Heilmethoden
- Hermann Henrich Meier jun. (1845–1905), Jurist, Unternehmer und Kunstmäzen
- Eduard Gildemeister (1848–1946), bedeutender Architekt mit Neigung zu Bauformen des Klassizismus und der Renaissance
- Johann Focke (1848–1922), Ratssyndikus und Gründer des nach ihm benannten stadtgeschichtlichen Focke-Museums
- Clemens Carl Buff (1853–1940), Jurist, Bremer Senator und Bürgermeister
- Friedrich Wilhelm Rauschenberg (1853–1935), Architekt
- Verena Rodewald (1866–1937), Frauenrechtlerin und Politikerin

Abiturklasse von 1876: in der Mitte Schuldirektor Wilhelm Adolf Boguslaw Hertzberg (* 1813; Dritter von links in der zweiten sitzenden Reihe); Ludwig Quidde in der ersten stehenden Reihe Dritter von rechts

- Ludwig Quidde (1858–1941), Historiker und Politiker. Wurde unter Wilhelm II. wegen Majestätsbeleidigung verurteilt, weil er den Kaiser mit Caligula verglichen hatte. Als Wortführer der Weltfriedensbewegung wurde Quidde 1927 mit dem Friedensnobelpreis ausgezeichnet.
- Stephan von Gröning (1861–1944), Jurist und Regierungspräsident des Bezirks Stralsund
- Heinrich Bömers (1864–1932), Senator (DVP) und Weinhändler
- Alwin Lonke (1865–1947), Historiker, besonders auf dem Gebiet der norddeutschen Vor- und Frühgeschichte und der bremischen Heimatgeschichte tätig.
- Elard Ordemann (1866–1945), Pastor und Heimatforscher
- Fritz Overbeck (1869–1909), Maler
- Heinrich Rodewald (1869–1939), Theologe und Kirchengeschichtler
- Carl Hartlaub (1869–1929), Anwalt und Schachspieler
- Hermann August Kippenberg (1869–1952), Pädagoge
- Karl Hampe (1869–1936), Historiker und Hochschullehrer
- Fritz Schumacher (1869–1947), Architekt, Stadtplaner, Oberbaudirektor und Hochschullehrer
- Theodor Spitta (1873–1969), Jurist, 1920 Bremer Bürgermeister, seit 1945 wieder im Senat an, arbeitete maßgeblich an der Landesverfassung mit.
- Bernhard Averbeck (1874–1930), Industrieller und Verbandsfunktionär (Zementindustrie)
- Anton Kippenberg (1874–1950), Verleger (Insel-Verlag)
- Rudolf Alexander Schröder (1878–1962), Architekt, Dichter und Übersetzer
- Alfred Walter Heymel (1878–1914), Literat, gründete mit R. A. Schröder die künstlerisch-literarische Zeitschrift Die Insel, aus der der Insel-Verlag hervorging
- Friedrich Rauers (1879–1954), Wirtschaftshistoriker und Archivar
- Christian Lahusen (1886–1975), Komponist
- Hugo Gebert (1888–1944), Mitglied der Bremischen Bürgerschaft
- Georg Carl Lahusen (1888–1973), Unternehmer, Leitung Norddeutsche Wollkämmerei & Kammgarnspinnerei
- Otto Gerlach (1894–1963), Privatgelehrter
- Friedrich Forster (1895–1958), Schriftsteller, Drehbuchautor, Schauspieler und Dramaturg
- Hilda Heinemann (1896–1979), Frau des Bundespräsidenten Gustav Heinemann, Hilda geborene Ordemann wuchs in Bremen auf, Vorsitzende des Stiftungsrats des Deutschen Müttergenesungswerks, Schirmherrin von Amnesty International, Gründerin der Hilda-Heinemann-Stiftung
- Wilhelm Melchers (1900–1971), Botschafter
- Heinrich Schmidt-Barrien (1902–1996), Autor von hoch- und niederdeutschen Romanen, Erzählungen, Theaterstücken und Hörspielen, erhielt 1954 den Rudolf-Alexander-Schröder-Preis der Stadt Bremen
- Eduard Nebelthau (1902–1971), Bremischer Kaufmann und Mäzen, aus dessen Nachlass u. a. das Eduard-Nebelthau-Gymnasium in Bremen-Lesum gegründet wurde.
- Jules Eberhard Noltenius (1908–1976), Senator und Bürgermeister (CDU) der Freien Hansestadt Bremen
- Hans Günther Oesterreich (1910–1990), erster Programmdirektor Radio Bremen
- Gerhard Heintze (1912–2006), evangelischer Bischof
- Karl Carstens (1914–1992), Bundespräsident (1979–1984)
- Will Rasner (1920–1971), Politiker (CDU), MdB
- Hans Budde (1920–2002), Architekt, Vorsitzender der Aufbaugemeinschaft Bremen, Vizepräsident der Bremer Eiswette
- Rolf Schlögell (1921–1984), Mediziner und Ärztefunktionär
- Günther Rühle (1924–2021), Kritiker, Publizist und Intendant
- Hans-Albrecht Schilling (1929–2021), Künstler, Farbgestalter und Designer
- Karsten Vilmar (1930–2024), Ehrenpräsident der Bundesärztekammer
- Hermann Michael Wolff (1931–2013), Benediktiner-Pater, Seelsorger, Dozent
- Peter Dauelsberg (* 1933), Cellist
- Rolf Becker (* 1935), Schauspieler und Synchronsprecher
- Henning Scherf (* 1938), Bremer Bürgermeister
- Frank Haller (Staatsrat) (1943–2024), Staatsrat des Wirtschaftssenators
- Ulrich Tilgner (* 1948), Fernsehjournalist, Nahostkorrespondent für das ZDF
- Bernd Vetter (* 1948), Jurist und Politiker, Mitglied der Hamburgischen Bürgerschaft
- Andreas Roloff (* 1955), Forstwissenschaftler
- Ute Finckh-Krämer (* 1956), Politikerin, Mitglied des Bundestages
- Achim Wixforth (* 1956), Physiker
- Barbara Stühlmeyer (* 1964), Autorin und Wissenschaftlerin
- Claas Rohmeyer (* 1971), Mitglied der Bremischen Bürgerschaft
- Bas Böttcher (* 1974), Schriftsteller und Lyriker
- Mark Tavassol (* 1974), Musiker und Arzt (Wir sind Helden)
- Jakob Nebel (* 1977), Musiker und Gitarrenlehrer (Livingston)
- Thomas Ehmke (* 1978), Politiker
- Jens Crueger (* 1984), Politiker und Historiker